# Unité mixte de recherche en sciences urbaines
L'Unité mixte de recherche en sciences urbaines (UMRsu,), créée en 2015, est un réseau de recherche et d’innovation créé par la Ville de Québec, l'entreprise Thales, l'Institut national de recherche scientifique (INRS), l'Université Laval et Québec International.

## Mission
Au carrefour des sciences sociales et humaines, de l’ingénierie et de l’industrie 4.0, de l’intelligence artificielle et des sciences des données, l’UMRsu est un réseau unique de recherche et d’innovation qui rassemble des acteurs de l’industrie, des villes et des universités sur des projets de recherche et développement (R-D) pour le développement de villes intelligentes et durables. Inspirée par le modèle de la triple-hélice, l’UMRsu a pour mission de favoriser l’innovation technologique et sociale — à partir des idées, du réseautage, de la formation de personnel hautement qualifié (PHQ) jusqu’au transfert de connaissances vers les utilisateurs finaux — et de contribuer au développement économique et à la création de nouvelles entreprises.

## Axes de recherche et développement

### Transport intelligent et mobilité inclusive
Au cœur du quotidien des citoyens, les différents moyens de transport doivent s’adapter et évoluer en fonction des besoins des utilisateurs. En redéfinissant les problématiques selon une somme d’éléments liés plutôt qu’analysés en silos, la mise en place de solutions simultanées et intégrées est en développement. Les innovations permettront la mise en place d’une mobilité accessible et inclusive pour tous.
L’UMRsu a contribué à l’innovation via le lancement de plusieurs projets en transport et sa participation, en collaboration avec les acteurs clés de la région et d’ailleurs, à l’élaboration d’un programme de R-D en transport intelligent et mobilité durable. L’UMRsu et ses collaborateurs se sont donné comme mission de réfléchir au futur de la mobilité et sur l’impact des nouvelles technologies en transport dans une perspective de ville inclusive.

### Sécurité urbaine et vivre ensemble
Avec un désir d’harmoniser la durabilité et la sécurité des villes, les intervenants civils misent sur l’engagement et la coordination multi-agences. L’un des piliers fondamentaux d’une ville — dite agréable à vivre — est son niveau de sécurité. En démontrant que la mutualisation des informations générées par l’ensemble des habitants influence les solutions développées, la sécurité urbaine devient un concept plus engageant pour tous.
La programmation de R-D de l'UMRsu se divise en quatre volets : 1) entraînement et simulation, 2) support opérationnel en temps réel, 3) protection des infrastructures critiques, et 4) planification et analyses prédictives.

### Développement durable, eau et environnement
En contexte de développement durable, des changements doivent être apportés à travers les différents processus de gestion des eaux et de l’environnement. Une vision tournée vers l’avenir est capitale : une meilleure gestion de ces ressources naturelles sert de ligne directrice et permet d’orienter les autres démarches visant à faire des villes actuelles des villes plus résilientes, plus accessibles et plus durables. Le développement durable et la saine gestion des ressources naturelles sont des enjeux importants auxquels contribue l’UMRsu depuis sa fondation.

## Membres
Les organisations membres sont indispensables au succès que connait l’UMRsu. Le modèle étant basé sur la synergie entre les acteurs des villes, des universités et des entreprises, l’investissement de ces dernières est nécessaire et crucial au sein de chacun des axes de R-D. Les expertises pratiques et techniques des acteurs industriels sont essentielles dans la réalisation des différents projets.
- bciti[17]
- Berger-Levrault
- Cortex[18]
- Coyote[19]
- E-Machine Learning[20]
- Emergensys[21]
- Exo Tactik[22]
- Groupe Trifide[23]
- Immersion Management[24]
- K2 Geospatial
- LeddarTech[25]
- Motsai[26]
- Noos Technologies[27]
- OVA[28]
- SAGA[29]
- Technologies Moments[30]
- UMANX[31]
- WaterShed Monitoring[32]
- WSP

## Professeurs-chercheurs
L’UMRsu compte sur l’expertise et l’implication de plusieurs professeurs-chercheurs de HEC Montréal, l’Institut national de recherche scientifique (INRS), Polytechnique Montréal et l’Université Laval qui contribuent au développement des différents projets de recherche. L’approche multidisciplinaire visant la diversité des spécialisations et thématiques de recherche bénéficie grandement au bon déroulement des projets de chacun des axes de R-D. À travers ces projets, il est possible de retrouver 55 chercheurs provenant de 14 départements, 8 facultés, 7 centres de recherche et 4 universités, en plus de chercheurs de l’industrie.